# Coelognathus subradiatus
Espèce
Synonymes
- Coluber subradiatus Schlegel, 1837

Coelognathus subradiatus  est une espèce de serpents de la famille des Colubridae.

## Répartition
Cette espèce se rencontre en Indonésie à Lombok, à Sumbawa, à Sumba, à Komodo, à Florès, à Alor, à Rote, à Semau, à Wetar et au Timor indonésien et au Timor oriental.

## Taxinomie
La sous-espèce Coelognathus subradiatus enganensis a été élevée au rang d'espèce.

## Publication originale
- Schlegel, 1837 : Essai sur la physionomie des serpens, La Haye, J. Kips, J. HZ. et W. P. van Stockum, vol. 1 (texte intégral) et vol. 2 (texte intégral).